# 美濃輪稲荷神社
美濃輪 稲荷神社（みのわ いなりじんじゃ）は、静岡県静岡市清水区美濃輪町、巴川河口付近の西側に所在する神社。
静岡県内では最高位の稲荷神社とされる。

## 歴史
宝永年間（1704年-1711年）に、甲斐守だった柳沢吉保が、巴川東岸（向島）にあった江戸へと搬出する廻米（かいまい）の置き場（甲州廻米置場）の守護神として、京都の伏見稲荷大社から勧請して創建したとされる。後に対岸の現在地へと移された。
清水次郎長のゆかりの神社としても知られ、1880年（明治13年）に奉納された神社の石柵（玉垣）には、寄進者の一人として本名の「山本長五郎」の名が刻まれている。
2011年（平成23年）11月26日に少年グループの放火によって本殿が焼失してしまったが、その後再建された。

## ギャラリー

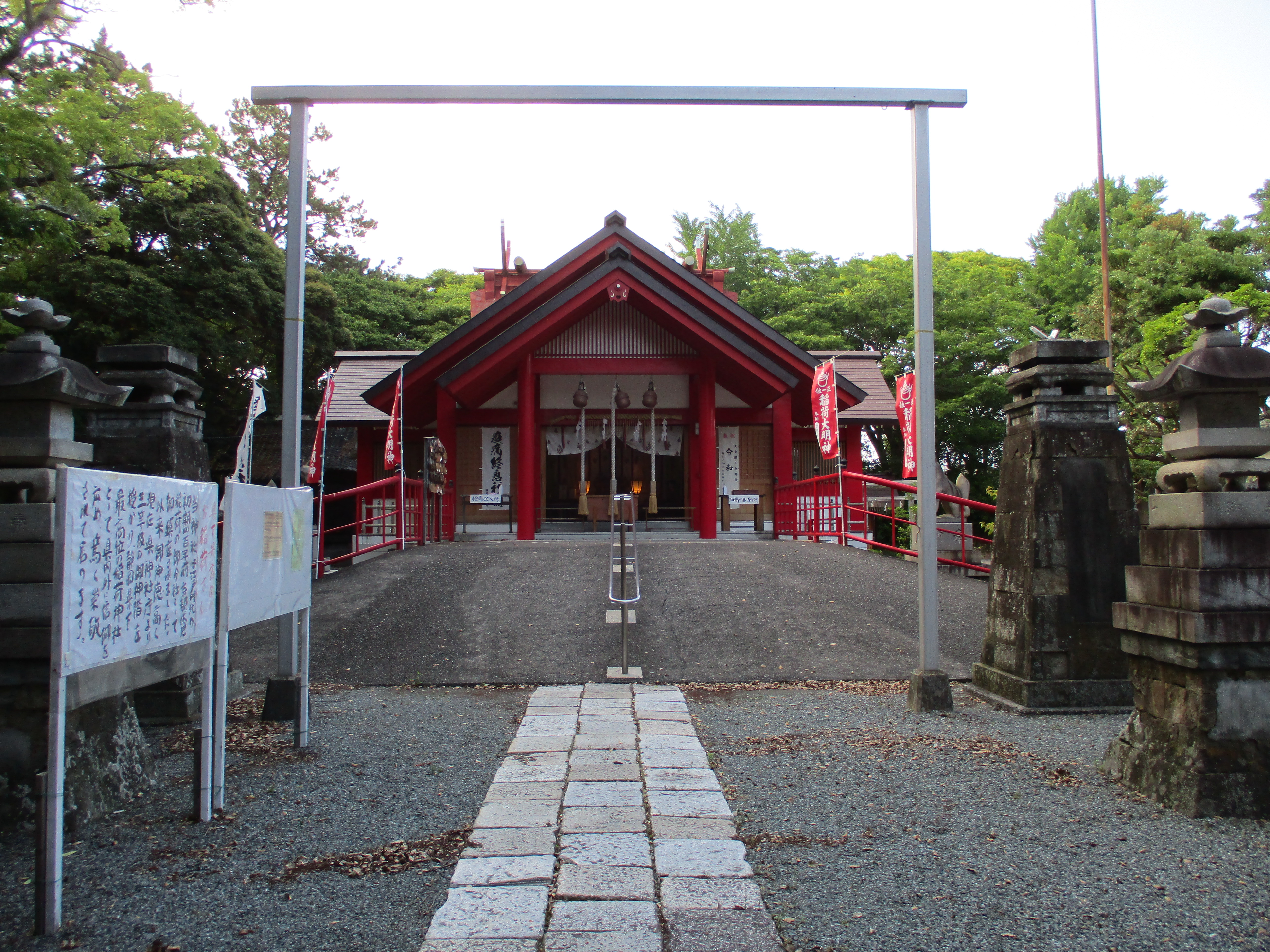
拝殿
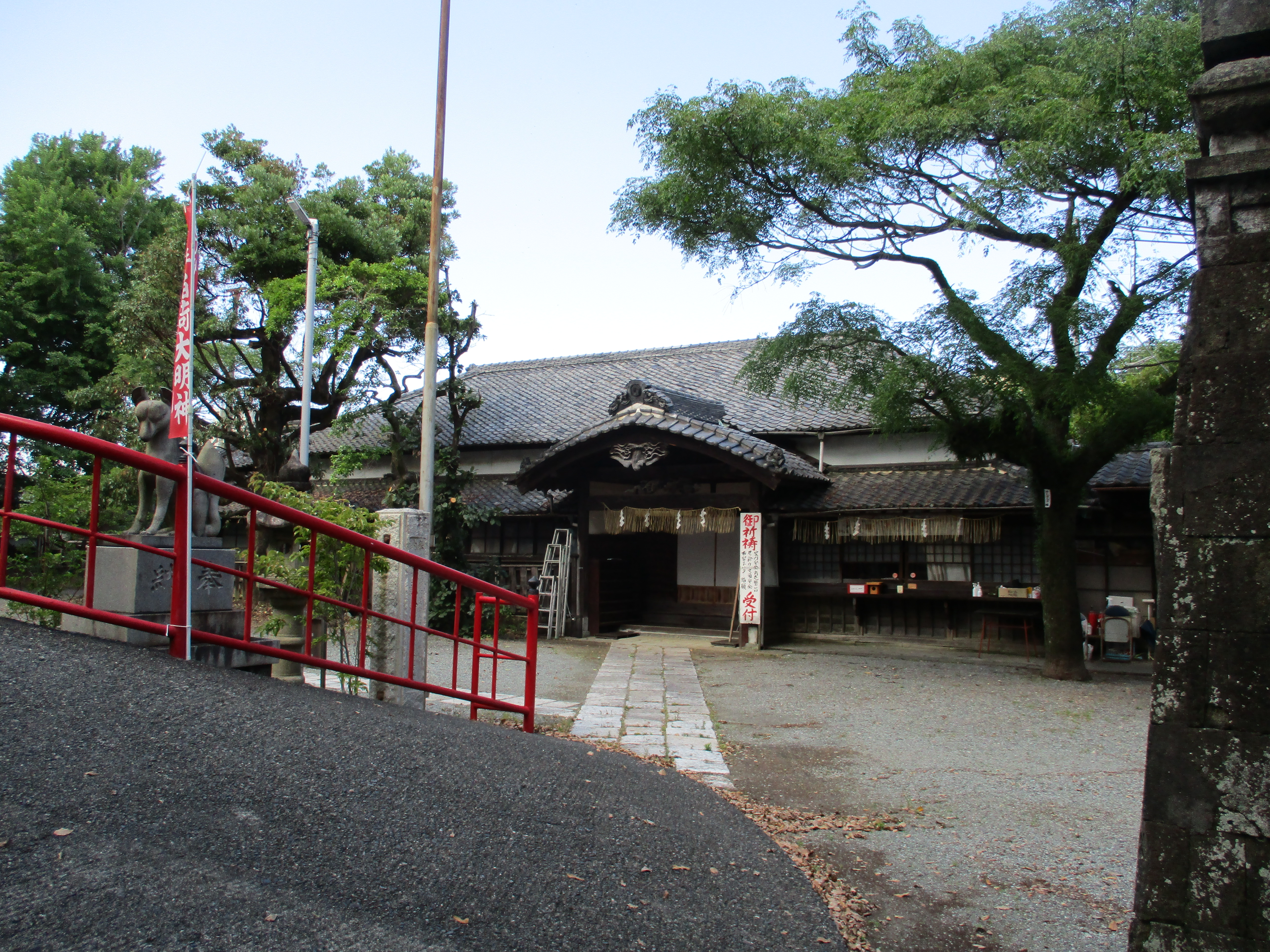
社務所
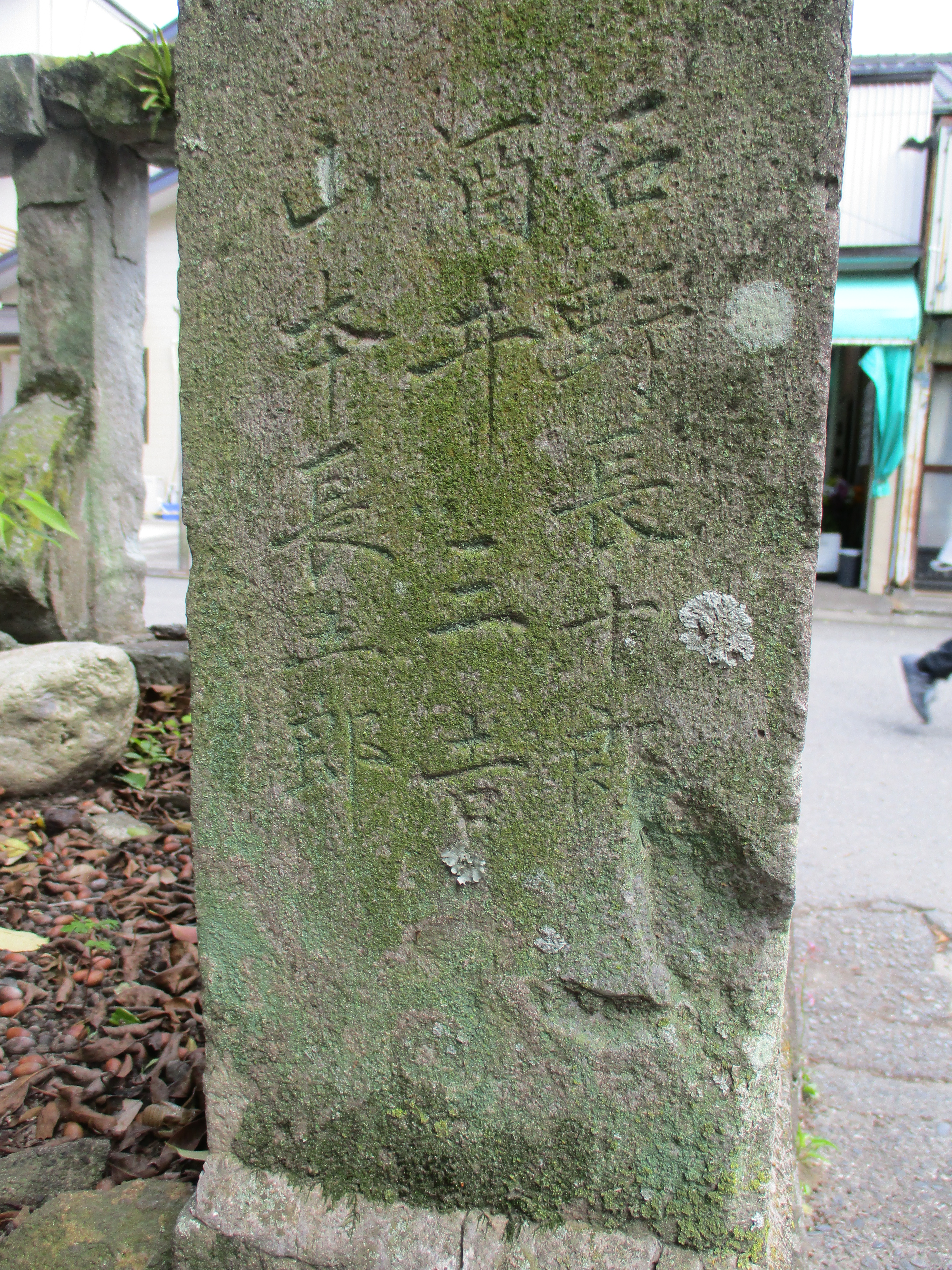
「山本長五郎」と刻まれている玉垣
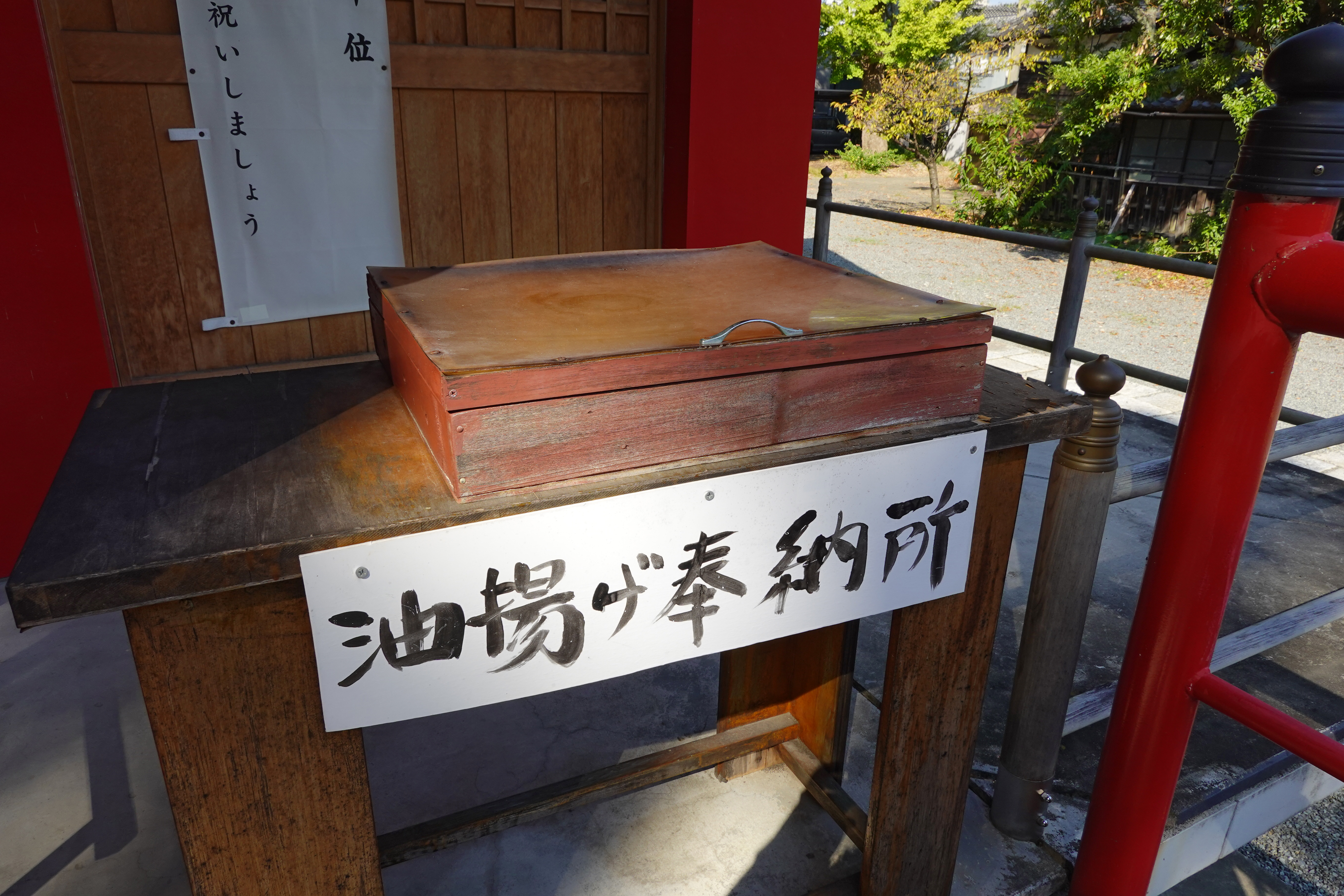
油揚げ奉納所